# Ruth Jebetová
Ruth Jebetová (* 17. listopadu 1996) je keňská vytrvalkyně, startující od roku 2013 za Bahrajn.

## Kariéra
Stejně jako mnoho dalších nadějných afrických atletů byly její služby zakoupeny arabskými státy, v tomto případě Bahrajnem, který jí nabídl občanství a vysoce výhodné finanční podmínky. Již v barvách nového státu získala zlatou olympijskou medaili v Riu de Janeiro a vytvořila ve stejném roce (2016) světový rekord v běhu na 3000 metrů překážek časem 8:52,78 minuty, čímž překonala předchozí světový rekord o více než 6 sekund.
V roce 2017 doběhla na světovém šampionátu v Londýně ve finále běhu na 3000 metrů překážek pátá.